# Fusion.
Fusion. è il secondo album in studio del cantante italiano Davide Shorty, pubblicato il 30 aprile 2021 dalla Totally Imported.

## Tracce
1. Monocromo
2. Tuttoporto
3. Cervello in fuga (feat. Koralle)
4. Non si mangia una canzone (feat. Gianluca Petrella, DJ Guff)
5. Cioccolato denso
6. Regina
7. Non respiro (feat. Amir, David Blank)
8. Con/Fusion (feat. Tom Ford)
9. Domenica (feat. Emanuele Triglia)
10. Prima che faccia notte
11. Battiti in parole (feat. Sans Soucis)
12. Impressione (feat. Serena Brancale)
13. Abbanía (feat. Roy Paci, Alessio Bondì)